# Aleucanitis aberrans
Aleucanitis aberrans är en fjärilsart som beskrevs av Otto Staudinger 1888. Aleucanitis aberrans ingår i släktet Aleucanitis och familjen nattflyn. Inga underarter finns listade i Catalogue of Life.